# لسان إبري
اللُسّان الإبري أو الخرفيش الإبري (باللاتينية: Carduus argentatus) نوع نباتي يتبع جنس اللُسّان من الفصيلة النجمية.

## الموئل والانتشار
ينتشر في بلاد الشام وتركيا وبلغاريا واليونان وبعض مناطق جنوب أوروبا.

## مرادفات للاسم العلمي
- (باللاتينية: Carduus argentatus subsp. acicularis (Bertol.) Meikle)
- (باللاتينية: Carduus bicolor Vis.)
- (باللاتينية: Carduus esdraëlonicus Boiss.)
- (باللاتينية: Carduus rugulosus Guss.)